# Gert François
Gert François (Antwerpen, 7 september 1960) is een Belgisch percussionist.

## Biografie
François studeerde al op 16-jarige leeftijd percussie aan de Hogeschool Gent Conservatorium. Later volgde hij masterclasses bij o.a. bij Ruud Wiener (vibrafoon) en Adama Dramé (Afrikaanse Percussie).
Hij is aanvoerder pauken bij Brussels Philharmonic, vroeger het BRTN Filharmonisch Orkest en daarna het Vlaams Radio Orkest (VRO), waarmee hij talloze opnames voor radio en TV realiseerde.
Met Brussels Philharmonic nam hij ook de muziek op voor de films The Aviator (US, 2004), The Artist (FR, 2011) etc. Hiervoor ontving het orkest twee Golden Globes, een Bafta, een César, een European Film Award en een Oscar.
Hij musiceerde bij I Fiamminghi, Amsterdam Sinfonietta en de vroegere Beethoven Academie van Jan Caeyers.
Bij Adams, Concert Percussion is hij mede het gezicht als percussie-expert.
Sinds 1987 is hij hoofddocent percussie aan het Koninklijk Conservatorium Brussel. Veel van zijn oud-studenten zoals Tom De Cock, Gert D'Haese, Miguel Bernat etc. hebben ondertussen een mooie carrière uitgebouwd. De Cock is momenteel ook werkzaam bij Brussels Philharmonic als percussionist.
In 2005 maakte François een tournee als solist samen met het Shangai Symfonic Orchestra door China en Japan met het ‘Water Concerto’ voor waterpercussie en orkest van de chinese componist Tan Dun. in 2004 speelde hij dit werk in Noorwegen met het Kristiansand Symphony Orchestra en in 2007 in Duitsland met de Münchner Philharmoniker.
In 2009 speelde hij de radio-première van Gishora voor percussie en trompet. Dit werk werd gecomponeerd door Wim Henderickx in opdracht van KLARA in het kader van de ART FOR LIFE-actie.
Hij specialiseerde zich in het bespelen van slaginstrumenten van over de gehele wereld, van Afrika tot Nepal. Om die reden wordt hij vaak uitgenodigd om werk te creëren waarvoor deze expertise nodig is. 
Zo realiseerde hij de première van 'Groove!' voor solo percussie en orkest van Wim Henderickx met Brussels Philharmonic o.l.v. Giancarlo Guerrero in 2011 in het Concertgebouw (Brugge) en in Flagey, Brussel. In dit werk worden Afrikaanse instrumenten o.a. Burundese trommels, caxixi en een kalimba, Arabische instrumenten met darbuka en riq (lijsttrommel) en Aziatische instrumenten met tabla's, klankschalen tegenover het westerse symfonieorkest geplaatst.
Zijn zoon Sep François is percussionist bij het jazz ensemble Ifa Y Xangô en Okon & The Movement.

## Discografie
- 1999: cd Raga I - II - III van Wim Henderickx, orkestwerken gebaseerd op de Indische raga: solopercussiepartij van Raga I voor percussie en orkest met deFilharmonie.[8] De oorspronkelijke versie van Raga I (voor percussie en twee piano's) ging in 1995 in première in deSingel in Antwerpen met François als solist en het pianoduo Levente Kende en Heidi Hendrickx.
- 2001: cd met 'Sonata for two pianos and percussion' van Béla Bartok (Eufoda 1296), met pianisten Jan Michiels, Inge Spinette en percussionisten Gert François en Bart Quartier.[9]
- 2003: cd Confrontations van Wim Henderickx voor Afrikaanse en westerse percussie i.o.v. het Zuiderpershuis in Antwerpen. Twee master drummers - Afrikaanse djembé meester Adama Dramé en Gert François - worden begeleid door twee koren van elk vier percussionisten. Met deze productie reisde hij door Afrika en Europa. In 2009 filmde Canvas de uitvoering van Confrontations in Mechelen met Gert François en Babs Jobo als meester percussionisten. Zijn zoon Sep François speelt hierin een van de westerse percussiepartijen.[10][11]
- 2006: cd Olek schoot een Beer op tekst van Bart Moeyaert en muziek van Wim Henderickx, uitgeverij Querido. Solisten van Brussels Philharmonic o.l.v. Ivan Meylemans.[12]